# Eiríks saga víðförla
Eiríks saga víðförla (norrønt) eller Erik den vidfarnes saga er en fornaldersaga om normanden Eirik Throndssønn fra Trondheim som drager verden rundt i sin søgen efter Údáinsakr. Den blander Údáinsakr fra nordisk mytologi med forestillingen om himmelen i kristendommen.
Rejsen går via Danmark, hvor han få følgeskab af en kongesøn, der ligeledes hedder Erik, til Miklagard og videre til Indien inden han vender hjem igen.
Sagaen om Erik den vidfarne blev nedskrevet af den islandske præst Jon Tordsson (Jón Þórðarson) i slutningen af de to Olavssagaer i Flatøbogen som blev skrevet på Island i slutningen af 1300-tallet, sandsynligvis fuldført i 1394.